# 하인리히 뮐러
하인리히 뮐러(독일어: Heinrich Müller, 1900년 4월 28일 ~ 1945년 5월?)는 독일의 경찰관으로, 바이마르 공화국 및 나치 독일 시기에 활동했다. 나치 독일 비밀국가경찰(게슈타포) 총수가 되어 홀로코스트의 계획 및 실행에 관여했다. 1945년 5월 1일 베를린의 퓌러엄폐호에서 목격된 것을 마지막으로 행방불명되었다. 정확한 사망일자는 알려지지 않았지만 여러 정황상 베를린이 함락된 1945년 5월경 사망한 것으로 보인다.